# Азиатские моллюскоеды Ваглера
 Азиатские моллюскоеды Ваглера (лат. Pareas) — род змей семейства Pareatidae.
В состав рода включают 14 видов:
- Pareas atayal You, Poyarkov & Lin, 2015
- Pareas boulengeri (Angel, 1920)
- Pareas carinatus (H. Boie, 1828)
- Pareas chinensis (Barbour, 1912)
- Pareas formosensis (Van Denburgh, 1909)
- Pareas hamptoni (Boulenger, 1905)
- Pareas iwasakii (Maki, 1937)
- Pareas komaii (Maki, 1931)
- Pareas margaritophorus (Jan, 1866)
- Pareas monticola (Cantor, 1839)
- Pareas nigriceps Guo & Deng, 2009
- Pareas nuchalis (Boulenger, 1900)
- Pareas stanleyi (Boulenger, 1914)
- Pareas vindumi G. Vogel, 2015